# Slavejkovo
Slavejkovo (bulgariska: Славейково) är ett distrikt i Bulgarien.   Det ligger i kommunen Obsjtina Provadija och regionen Oblast Varna, i den östra delen av landet, 300 km öster om huvudstaden Sofia.
I omgivningarna runt Slavejkovo växer i huvudsak lövfällande lövskog. Runt Slavejkovo är det ganska glesbefolkat, med 32 invånare per kvadratkilometer.